# Phường chèo đỏ mỏ ngắn
Phường chèo đỏ mỏ ngắn (danh pháp khoa học: Pericrocotus brevirostris) là một loài chim trong họ Phường chèo. Phường chèo hồng được tìm thấy trong Bangladesh, Bhutan, Campuchia, Trung Quốc, Ấn Độ, Lào, Myanmar, Nepal, Thái Lan, Việt Nam. Môi trường sống tự nhiên của nó là rừng đất thấp ẩm nhiệt đới hoặc cận nhiệt đới, và rừng núi cao ẩm nhiệt đới hoặc cận nhiệt đới.